# Органильная группа
Органи́льная гру́ппа (в органической и металлоорганической химии) — органический заместитель с одной (иногда более) свободной валентностью (-ями) у атома углерода. Этот термин часто используется в патентной литературе по химии для защиты патентов в широком объеме.

## Примеры
- Ацетонильная группа;
- Ацильная группа (например, ацетильная группа, бензоильная группа);
- Алкильная группа (например, метильная группа, этильная группа);
- Алкенильная группа (например, винильная группа, аллильная группа);
- Алкинильная группа (пропаргильная группа);
- Бензилоксикарбонильная группа (Cbz);
- Трет-бутоксикарбонильная группа (Boc);
- Карбоксильная группа.